# Nate Adams
Nate Adams (* 29. März 1984 in Phoenix, Arizona) ist ein US-amerikanischer Motocrossfahrer.

## Biografie
Er bekam sein erstes Motorrad mit acht Jahren. Die Highschool besuchte er in Arizona.
Adams gewann seine erste Freestyle-Meisterschaft 2002 mit 18 Jahren. 2004 gewann er eine Goldmedaille bei den X Games und 2003 bei den Gravity Games. Er fährt eine Yamaha YZ250.

## Weitere sportliche Erfolge
- Erster Nokia Air & Style 2005
- Gesamtsieger AST Dew Tour 2006
- Erster LG FMX-Meisterschaft 2006
- Zweiter Red Bull X-Fighters 2006
- Gesamtsieger AST Dew Tour 2007

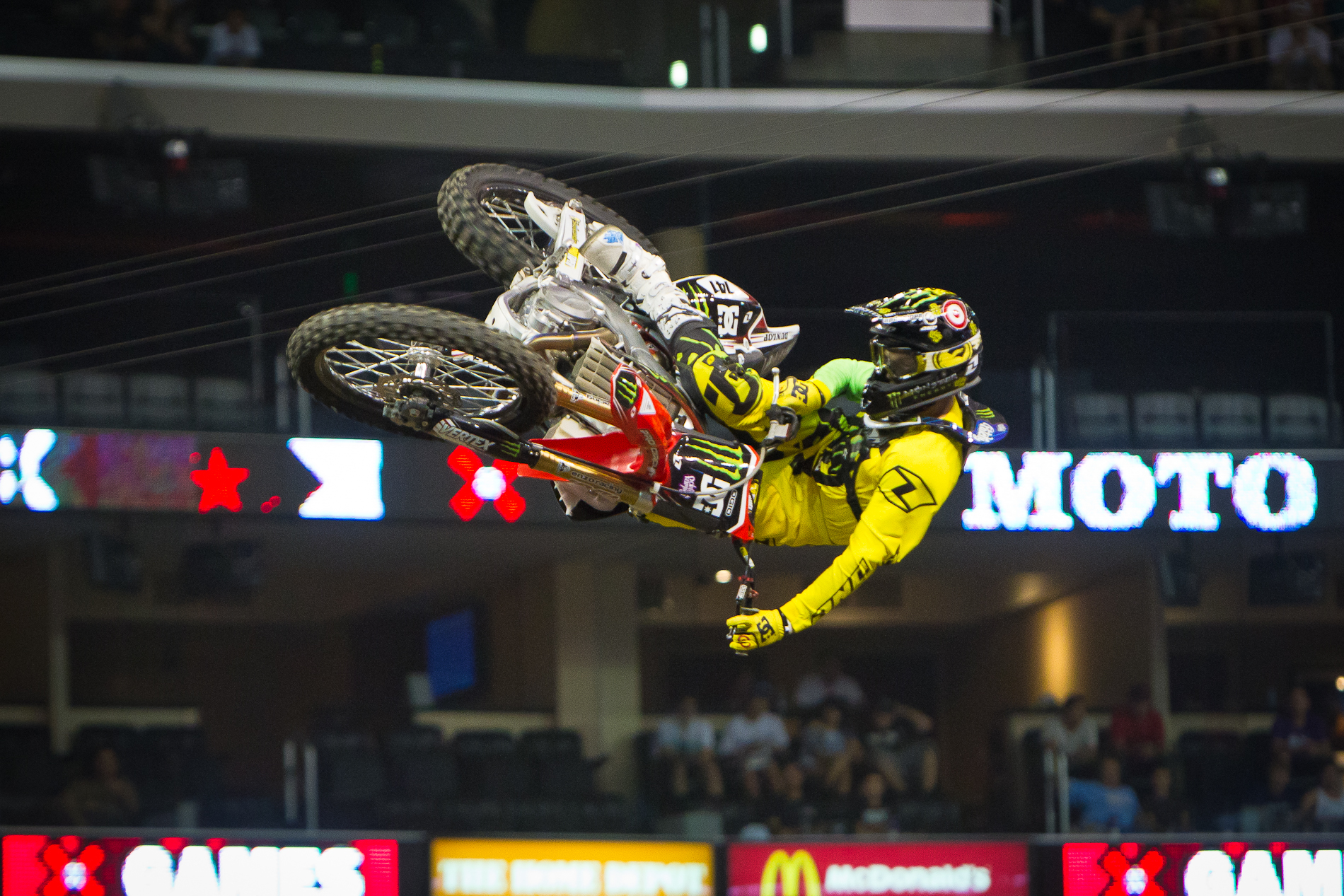
Nate Adams bei den X-Games 2011

- Erster AST Dew Tour Salt Lake City 2007
- Zweiter X-Games 2007
- Erster AST Dew Tour Cleveland 2007
- Erster AST Dew Tour Baltimore 2007
- Erster Red Bull X-Fighters World Tour 2009
- Erster Red Bull X-Fighters World Tour 2010